# Ossi Duri
Gli Ossi Duri sono un gruppo musicale italiano di Torino e provincia, fondato dai fratelli Martin e Ruben Bellavia nel 1993 in giovanissima età. Nell'ambiente musicale vengono conosciuti principalmente come cover band di Frank Zappa, ma il loro repertorio comprende anche brani originali. Nel corso degli anni hanno aperto alcuni show di Elio e le Storie Tese, oltre ad aver collaborato con lo stesso Elio e con Ike Willis.

## Storia
Gli Ossi Duri nascono a Givoletto, in provincia di Torino, quando ancora frequentano le scuole elementari. Dopo molta attività live grazie anche alla giovane età, gli Ossi Duri incidono degli album e dei maxi-single autoprodotti, come Niente Squole, Niente Maestre o Sta Chitarra Ammazzerà Tua Madre.
Il 4 dicembre del 2003 pubblicano X - Ten Years after, Uncle Frank never left che celebra i 10 anni della scomparsa di Frank Zappa. Nell'album sono presenti ospiti come Elio, Rocco Tanica, Claudio Bisio, Ike Willis, Napoleon M. Brock, Mike Keneally.
Nel 2004 si esibiscono insieme ad Elio in un concerto a favore di un servizio, ONDA1 (Operatori Nuove Droghe Asl 1); il concerto viene registrato e nel 2005 viene pubblicato in un disco intitolato Gnam Gnam. Nello stesso anno pubblicano il loro primo album di inediti L'ultimo dei miei cani.
Nel 2008 pubblicano per l'etichetta fondata da loro, LaZaRiMus (Laboratorio Zappiano di Ricerche Musicali) il DVD LA IV e l'anno successivo pubblicano un album strumentale di brani originali, intitolato Scadenza perfetta proprio per la loro etichetta LaZaRiMus.
Nel 2011 e nel 2012 Freak Antoni degli Skiantos suona con loro in alcuni live a Torino e pubblicano il loro primo album digitale LA IV.
Nel gennaio 2013 pubblicano il singolo Davanti agli occhi miei dei New Trolls con ospite ancora una volta Elio. Il 4 dicembre 2013 pubblicano 3 album in un solo giorno per celebrare i 20 anni di attività della band e 20 anni della scomparsa di Frank Zappa, gli album sono Senza perdere la tenerezza inediti, Frankamente omaggio a Frank Zappa, riCoverAti contenente brani dei gruppi degli anni settanta come New Trolls, le Orme, Area e Skiantos con ospiti ancora una volta Ike Willis, Elio e Freak Antoni.
Il 18 dicembre 2013 si esibiscono all'Auditorium di Milano, dopo l'orchestra laVerdi in una serata organizzata dalla Barley Arts di Claudio Trotta, con loro ospiti Elio e Fabio Treves, per celebrare i 20 anni della scomparsa di Zappa, "Nel segno di Zappa" da cui verrà poi registrato il CD + DVD live Nati Sotto il Segno di Zappa.
Nel gennaio 2014 iniziano a dar vita al progetto "L'Anima della Folla" con Beppe Virone e musiche di Marco Tardito. A giugno nasce l'Associazione Ossi Duri e vincono il concorso "Calls for idea" della Compagnia San Paolo. Il progetto "L'Anima della folla" è il primo spettacolo al mondo dove è prevista la partecipazione attiva del pubblico attraverso lo smartphone con una rete creata ad hoc. Il 28 settembre 2015 presso il Politecnico di Torino suonano la prima assoluta dello spettacolo interattivo "L'Anima della folla", musiche ispirate al futurismo.
Nel maggio 2017 esce, sempre per LaZaRiMus il CD+DVD Nati Sotto il Segno di Zappa, registrato live all'Auditorium di Milano con ospiti Elio e Fabio Treves.

## Formazione

### Formazione attuale
- Alessandro Armuschio - voce, tastiere
- Martin Bellavia - chitarra, voce
- Ruben Bellavia - batteria
- Simone Bellavia - basso, voce
- Andrea Vigliocco - percussioni, tastiere

### Ex componenti
- Tiziano Di Sansa - sax, voce
- Gianni De Nitto - sax, voce

## Discografia
- 2003 - X - Ten Years after, Uncle Frank never left (Electromantic Music)
- 2005 - L'ultimo dei miei cani (Electromantic Music)
- 2005 - Gnam gnam (Electromantic Music)
- 2008 - LA IV - film DVD (LaZaRiMus, Electromantic Music)
- 2009 - Scadenza perfetta (LaZaRiMus)
- 2013 - Senza perdere la tenerezza (LaZaRiMus)
- 2013 - riCoverAti  (LaZaRiMus)
- 2013 - Frankamente (LaZaRiMus)
- 2017 - Nati sotto il segno di Zappa (CD + DVD, LaZaRiMus)

## Collaborazioni
- Elio
- Rocco Tanica
- Claudio Bisio
- Ike Willis
- Napoleon Murphy Brock
- Mike Keneally
- Riccardo Balbinutti
- David Surkamp (Pavlov's Dog)
- Marco Minnemann
- Sandro Oliva
- Don Preston (Grandmothers)
- Roy Estrada (Grandmothers)
- Freak Antoni (Skiantos)
- Fabio Treves